# Arte turistica kamba
L'arte turistica kamba è una produzione scultorea artistico-industriale creata tra la prima e la seconda guerra mondiale dal gruppo etnico keniota dei Kamba. Questa produzione, basata sulla lavorazione a catena di montaggio, è slegata dal contesto cerimoniale e rituale proprio dell'arte kamba tradizionale, ed è stata messa in atto esplicitamente in funzione della vendita sui mercati locali e internazionali.

## Le origini
L'arte turistica kamba fu iniziata negli anni venti del Novecento da Mutisya Wa Munge, un agricoltore originario di Wamunyu, una piccola città del distretto di Machakos.
Durante la prima guerra mondiale Mutisya si arruolò nei Carrier Corps britannici e trascorse alcuni anni di servizio a Dar Es Salaam, l'ex capitale della Tanzania, dove entrò in contatto con le produzioni scultoree zaramo e makonde. A quell'epoca gli Zaramo e i Makonde avevano iniziato la produzione ed il commercio di sculture in ebano grazie all'incoraggiamento ed al sostegno dei missionari luterani locali.
Le sculture zaramo, di origine più antica rispetto a quelle makonde, e con segni di un'ipotizzata influenza swahili e addirittura singalese, iniziarono ad esser distribuite attraverso i mercanti kamba, che in quel periodo avevano esteso i propri traffici commerciali anche in Tanzania.
La produzione di sculture d'ebano makonde è invece di origine recente, la prima documentazione risale alla metà del XIX secolo. Caratteristici della scultura makonde fino ai nostri giorni sono due stili distinti, binadamu e shetani. Le sculture binadamu (ossia figli d'Adamo), riproducono in modo realistico e naturalistico alcune scene della vita quotidiana dei villaggi makonde; le sculture shetani (ossia spiriti), invece, rappresentano gli spiriti, i demoni e gli antenati che popolavano le religione e la mitologia makonde.
Mutisya, osservando come i Makonde riuscissero a provvedere al proprio sostentamento con il commercio di questi manufatti, percepì il potenziale economico di questa attività scultorea e decise di imparare ad intagliare il legno da autodidatta, ovvero osservando ed emulando gli artigiani tanzanesi. Scelse lo stile binadamu, poiché non condivideva le credenze religiose e mitologiche makonde, e anche perché questo era lo stile più adatto alla commercializzazione.

## L'old style kamba
Nel 1920 Mutisya ritornò a Wamunyu e adattò le immagini binadamu alle scene familiari caratteristiche della vita rurale keniota, creando quello che oggi è definito old style e diventando un grande produttore, commerciante e imprenditore di sculture kamba.
L’old style iniziato da Mutisya è costituito da oggetti sia funzionali che decorativi. Tra i prodotti funzionali si annoverano gli utensili domestici, le posate da insalata, gli stuzzicadenti, i portatovaglioli, i tagliacarte, i segnalibri ed i pettini. Le immagini scultoree decorative sono costituite prevalentemente da statuette raffiguranti esseri umani stilizzati e non realistici e da rappresentazioni lignee inespressive che ritraggono uomini e donne Maasai e Turkana.
Queste sculture rappresentano le popolazioni locali nell'esecuzione di “attività culturali” africane; ad esempio una donna che trasporta un contenitore d'acqua sulla testa o un bambino sulla schiena, o che pesta il grano con un mortaio e un pestello, un guerriero con lo scudo e la lancia o un anziano agghindato con armi e ornamenti e seduto su uno sgabello treppiede.
Appartengono all’old style kamba anche le maschere che rappresentano l'immagine idealizzata del moran maasai; le linee geometriche definiscono l'età del guerriero, le rughe più definite e la fronte più pronunciata indicano un'età avanzata.
Mutisya inizialmente dedicò solamente alcune ore della giornata alla scultura e utilizzò il guadagno ottenuto dalla vendita di questi manufatti per completare il proprio bilancio mensile basato soprattutto sull'agricoltura. Successivamente si dedicò a questa produzione a tempo pieno insegnando a parenti ed amici la nuova arte scultorea; il figlio Mwambetu divenne il maggiore commerciante di sculture kamba, estendendo il commercio da Wamunyu a Mombasa e Nairobi.

## La produzioneunder the tree
Nel periodo compreso tra le due guerre mondiali la produzione scultorea kamba subì un forte sviluppo raggiungendo lo stadio definito "cottage industry" o “industria a domicilio”. In riferimento all'arte turistica kamba questa fase è stata denominata “produzione under the tree” perché il processo produttivo aveva luogo prevalentemente sotto gli alberi centrali del villaggio e non all'interno delle abitazioni, come suggerirebbe la locuzione cottage industry.
Questa fase ebbe inizio quando numerosi artigiani e apprendisti si riunirono intorno alla casa di Mutisya e iniziarono a produrre sculture realistiche e naturalistiche sotto l'albero centrale del villaggio, un luogo socialmente centrale per i Kamba, in cui le arti e le abilità venivano condivise e insegnate.
Dopo la prima guerra mondiale il Kenya si trasformò in una meta turistica soprattutto per i viaggiatori europei dei ceti sociali elevati. Inizialmente il mercato per la produzione di souvenir kamba era di piccole dimensioni ed era costituito quindi dai turisti di lusso, dagli europei residenti in Africa orientale e dagli ufficiali britannici giunti in Kenya per l'arruolamento dei soldati.
Le sculture kamba raggiungevano i facoltosi destinatari attraverso i primi commercianti informali che svolgevano il ruolo di intermediari tra le zone rurali e urbane, evitando che i turisti o i commercianti non africani affrontassero il lungo e faticoso viaggio fino ai luoghi di produzione.
Gli europei influenzarono, fin dalle origini, lo sviluppo della scultura locale, con i propri gusti e le proprie preferenze. Il design delle statuette Maasai e Turkana, infatti, è basato sui primi disegni che gli europei fecero di questi gruppi etnici.
Un ulteriore impulso alla produzione locale venne dato alla fine degli anni cinquanta del Novecento quando un commissario distrettuale notò lo sviluppo della produzione artigianale kamba e decise di espandere il piccolo mercato delle sculture in ebano e mogano trovando a Nairobi nuovi contatti commerciali per gli artigiani locali.
Negli stessi anni si verificò un ulteriore aumento del traffico turistico, i turisti, infatti, passarono dai 4.600 del 1946 ai 26.000 del 1956. Ciò venne visto come una grande opportunità da molti degli scultori che decisero di trasferirsi dal distretto di Machakos a Nairobi e a Mombasa, dove dettero origine a un nuovo tipo di produzione denominato new style.

## New style kamba
Appartengono al nuovo stile scultoreo le miniature degli animali che i turisti possono fotografare durante i safari: leoni, elefanti, rinoceronterinoceronti, bufali, facoceri, giraffe, antilopi e zebre.
I grandi animali africani sono ritratti in posa eretta e statica, con lo sguardo frontale e sono inoltre caratterizzati da un'uniformità stilistica raggiunta attraverso la reciproca imitazione. Inoltre, anche gli utensili domestici iniziarono ad essere decorati con immagini raffiguranti gli animali africani. Gli scultori incominciarono anche a produrre variazioni su richiesta per incrementare le vendite, ruotando la testa dell'animale a destra o a sinistra realizzando pose più realistiche.
Dato che le sculture possedevano pochi dettagli e abbellimenti, era possibile creare e vendere in giornata molti manufatti. Gli scultori commerciavano con i passanti dalle proprie postazioni sotto gli alberi centrali della città finché un'ordinanza cittadina non lo impedì. Dal 1960 i funzionari cittadini, che consideravano gli artigiani kamba come un pugno nell'occhio, li cacciarono dai loro consueti luoghi di ritrovo nel centro cittadino. 
Molti scultori tornarono a casa, altri si unirono fondando le prime cooperative artigianali kamba.

## Le cooperative artigianali
Nel 1963 il Kenya ottenne l’indipendenza e molte nazioni europee e statunitensi, oltre che agenzie internazionali, offrirono il proprio aiuto e sostegno a questa nuova nazione dell'Africa orientale.
Dopo l'indipendenza cambiò il turismo che non era più composto dai viaggiatori di lusso ma soprattutto dagli appartenenti al ceto medio. 
Il rapporto del 1963 sul turismo di "International Banck for Reconsrtuction and Development" indicò al governo keniota proprio il ceto medio europeo quale nuova fonte di reddito sulla quale concentrare le proprie attenzioni. I piani governativi crearono una nuova industria turistica incentrata sulla nuova clientela; migliorarono le infrastrutture locali, diedero vita agli splendidi parchi naturali per i safari e alle stazioni balneari ritratte nelle cartoline.
Il miglioramento e lo sviluppo nazionale richiese la presenza di una manodopera proveniente dall'estero e specializzata nei campi dell'ingegneria, dell'architettura, della sanità e dell'arte; i nuovi lavoratori, residenti a tempo determinato, divennero quindi parte della popolazione keniota. I turisti piccolo-borghesi e i residenti provenienti dall'estero costituirono i nuovi consumatori con cui gli intagliatori Kamba poterono commerciare direttamente, senza doversi affidare a intermediari non africani.
Il mercato in espansione esigeva una nuova forma di commercio su larga scala, ma questa sfida non rappresentò un problema per i Kamba, anzi solo l'estensione delle proprie capacità commerciali tradizionali. Infatti essi non erano novizi nel commercio su larga scala, fin dall'inizio del diciannovesimo secolo commerciavano ornamenti d'avorio e prodotti agricoli dal distretto di Machakos alle coste keniote, alla Tanzania.
Tuttavia il nuovo mercato in espansione ed il commercio su larga scala resero necessario un nuovo sistema produttivo che superasse la “produzione under the tree”. I Kamba attuarono questo superamento introducendo all'interno della propria produzione scultorea innovazioni tecnologiche e variazioni di processo. L'equipaggiamento degli strumenti lavorativi fu espanso ed innovato: dai pochi strumenti iniziali si passò ad un incremento del numero di attrezzi utilizzati e a una diminuzione delle dimensioni degli utensili che permise una manipolazione più facile e veloce. Gli scultori sono circondati da asce, scalpelli, seghe, lime e coltelli di diverse fatture e dimensioni.
L'introduzione della fotografia rappresentò un'ulteriore e importante innovazione tecnologica, perché permise di creare prodotti più realistici e tra loro qualitativamente più conformi.
La variazione più visibile è rappresentata dall'introduzione della catena di montaggio. 
Il processo produttivo artigianale, prima eseguito da un unico scultore, venne segmentato in una serie ripetitiva di operazioni manuali separate ed eseguite da artigiani diversi. In tal modo i Kamba, si garantirono un incremento della produttività, basato sulla diminuzione dei tempi di lavoro e sull'aumento della quantità di articoli prodotti. 
Essi crearono un'arte basata sulla produzione industriale, di massa e su larga scala.
I Kamba diedero vita a tre cooperative artigianali che ancora oggi si spartiscono il mercato della produzione dell'arte turistica keniota.
La cooperativa più antica è l'Akamba Handicraft Industry, fondata nel 1963 nel sobborgo cittadino di Mombasa, seguono in ordine cronologico la Nairobi Handicraft Industrial Cooperative Society, creata nel 1968, e l'Akamba Industries Cooperative Society, avviata nel 1975 a Wamunyu dopo due precedenti tentativi falliti nel 1951 e nel 1965.
Le cooperative artigianali furono create con l'intento di sviluppare un monopolio sulla produzione e sul commercio delle sculture kamba e per ottenere un riconoscimento a livello mondiale del made in Kenya. Il fine economico e culturale rappresentò il punto di forza delle cooperative artigianali e spinse centinaia di artisti ad associarsi per condividere i benefici offerti da questa nuova istituzione socioeconomica.

### L'organizzazione
L'organizzazione sociale della cooperativa kamba rispecchia il sistema sociale gerontocratico del gruppo etnico, che è basato sulle classi d'età e sui clan patrilineari agnatici.
I laboratori artigianali di paglia o di muratura sono suddivisi in una zona interna, occupata dagli artigiani professionisti, più anziani e più esperti, e in una sezione isolata adibita alla produzione degli apprendisti e dei rifinitori.
I laboratori sono inoltre divisi tra loro secondo l'appartenenza ai differenti mbai, i gruppi di discendenza agnatica patrilineare. L'appartenenza è identificata da una targa, posta all'ingresso del laboratorio artigianale, che reca il nome del paese d'origine e del clan.
L'area del complesso lavorativo più prossima all'entrata, e quindi più visibile per i clienti visitatori, è occupata dallo showroom, il luogo adibito all'esposizione e alla vendita delle sculture; nella zona più interna ha sede invece l'ufficio amministrativo.
La gestione della cooperativa è svolta da una commissione centrale formata da un presidente, un vicepresidente, un segretario ed un tesoriere, che si spartiscono l'autorità e il potere della cooperativa.
Anche se in teoria i giovani artigiani neofiti potrebbero aspirare a ricoprire un ruolo all'interno della commissione centrale, in realtà le elezioni avvengono all'interno delle assemblee claniche, quindi la commissione centrale è quasi sempre composta dai capiclan, rispecchiando in questo modo lo nzama, il consiglio degli anziani.
Con l'aumento dei guadagni e degli affiliati aumentano però i problemi gestionali; queste imprese commerciali in espansione iniziano ad aver bisogno di un'organizzazione gestionale manageriale formata da giovani professionisti, in particolar modo necessitano di contabili, ragionieri e dirigenti per gestire le entrate e le uscite, gli ordini e le esportazioni, le sovvenzioni statali e gli aiuti privati. Nonostante gli anziani siano consapevoli di questa necessità guardano con diffidenza a una direzione amministrativa gestita esclusivamente dai giovani professionisti.
Essendoci ancora poca disponibilità di laureati kamba che possano occupare il ruolo del manager aziendale, la gestione è affidata ai giovani ragionieri che devono ricoprire più funzioni e responsabilità insieme e che sono vincolati nelle decisioni e nelle azioni dall'ampio potere esercitato dagli anziani.
La cooperativa offre essenzialmente quattro vantaggi all'associato: la garanzia di migliori condizioni di lavoro, attraverso l'accesso ad uno spazio lavorativo più confortevole e meglio illuminato, la creazione di una situazione di vendita più ordinata e la soluzione per i due principali problemi della produzione artigianale, ovvero la fornitura di legname ed i contatti commerciali.

### Il rapporto con il territorio
I Kamba lavorano soprattutto l'ebano (mpingo), il mogano (muhugu) e l'ulivo (mutamayu) forniti dalle foreste governative. Utilizzano inoltre altri legni duri locali, il mutamayo ed il kyōwa, ed alcuni legni morbidi.
Il problema principale è rappresentato dalla scarsità di legname per la desertificazione dell'area kamba. Le disposizioni governative, che tentano di tenere sotto controllo questo pericoloso problema ambientale ed economico, consentono l'acquisto mensile di soli tre tronchi per ogni workshop artigianale. Questa ridotta quantità di legname si esaurisce però intorno alla metà del mese e gli artigiani sono costretti a far arrivare ulteriore legname dalle foreste settentrionali di Ngong e Karura, con costi di trasporto elevati. 
Inoltre, al problema della fornitura di legname, scarsa e costosa, si aggiunge anche la difficoltà nel determinare la qualità del legno prima di acquistarlo e tagliarlo. Capita spesso, infatti, che gli artigiani acquistino un tronco ma non possano utilizzarlo perché solo dopo averlo pagato e tagliato risulta essere completamente marcio al suo interno.
Le cooperative, allacciando continuamente contatti con i maggiori fornitori autorizzati di legname, ad esempio "Malindi Musau Partners" e "Nganza Partners", consentono ad ogni singolo artigiano l'accesso a una quantità di legname sufficiente e a un costo inferiore.
Le cooperative garantiscono inoltre la vendita della produzione artigianale attraverso gli showroom posti all'entrata della struttura ed i venditori interni, attraverso un contatto commerciale diretto con i turisti. Tuttavia solamente il 30% dei prodotti creati da ogni workshop interno alla cooperativa è venduto negli showroom della struttura; per il restante 70% della produzione gli artigiani dei singoli recinti devono trovarsi dei contatti commerciali esterni. I mediatori commerciali esterni si occupano della vendita nei mercati e nei negozi delle maggiori città turistiche del Kenya.
Dato che la cooperativa non può garantire la vendita della produzione totale di ogni singolo scultore, alcuni artigiani, soprattutto quelli che possiedono buoni contatti commerciali, preferiscono rimanere fuori dalle cooperative e legarsi ad intermediari commerciali come "Malindi Musau" oppure usufruire dei vantaggi offerti dalla cooperativa, pagando l'entrata con la promessa dell'iscrizione futura.
Un ulteriore metodo per aumentare il guadagno ottenuto dalle vendite è rappresentato dalle esportazioni attraverso le compagnie commerciali americane, europee ed asiatiche. Le esportazioni costituiscono il 15% del guadagno per la cooperativa di Changamwe e il 35% per quella di Wamunyu.
La cooperativa, in cambio dei molteplici vantaggi appena analizzati, stabilisce la quantità e la qualità dei manufatti da produrre, indica gli stili e i temi scultorei a cui gli artigiani devono conformarsi. L'uniformità è garantita da un rigido controllo di qualità, solo i manufatti che lo superano accedono alla vendita e all'esportazione.

### Il ruolo delle cooperative
Le cooperative rappresentano inoltre delle agenzie di mercato. Esse fissano i prezzi dei manufatti attraverso una negoziazione delicata che prende in considerazione l'abilità e l'esperienza artigianale del produttore, la quantità di lavoro e di materiale impiegata per la creazione del manufatto, l'uniformità agli stili e ai soggetti fissati dall'associazione ed il tipo di contatto commerciale. Esse tendono a preferire la vendita a basso costo di pezzi non rifiniti; il profitto della cooperativa, infatti, dipende dal numero giornaliero di manufatti prodotti, non dalla qualità di un singolo artefatto e neppure dal numero di ore impiegate dall'artigiano per la produzione. Quindi la cooperativa spinge ogni artigiano a specializzarsi in pochi soggetti e stili da produrre in tempi rapidi.
La cooperativa kamba svolge infine il ruolo di un'agenzia di assistenza sociale; essa garantisce il sostentamento dei propri iscritti attraverso dei piani pensionistici e di salute, la concessione di crediti e la stipulazione di assicurazioni sul lavoro e sulla vita. 
Gli anziani, anche senza esperienza, e i giovani che hanno abbandonato la scuola trovano protezione e aiuto economico e sociale all'interno della cooperativa; il benessere dei propri associati conta quanto la produttività. La cooperativa kamba è un'impresa economica ma anche socio-assistenziale.
Queste appena descritte sono le caratteristiche generali riscontrabili nelle tre principali cooperative keniote; queste ultime però possiedono al loro interno delle peculiarità che le rendono differenti.

### Akamba Handicraft Industry
L'Akamba Handicraft Industry, che costituisce oggi una delle maggiori attrazioni turistiche della costa keniota, è la cooperativa più vecchia e con il maggior numero di affiliati.
La fondazione risale al 1963 quando gli artigiani di Mombasa si spostarono dal centro cittadino al sobborgo di Changamwe e si riunirono in una cooperativa comprando il terreno e creando l'attuale complesso lavorativo.
All'ingresso è situato lo showroom che attrae i turisti con la varietà e la qualità della propria produzione, segue poi l'ufficio amministrativo occupato da una commissione centrale eletta ogni due anni e composta dai membri anziani dei clan. Nella zona più distante dall'entrata e dai turisti si susseguono i recinti di paglia nei quali gli artigiani lavorano il legno; questi piccoli laboratori artigianali sono suddivisi secondo l'appartenenza ai differenti clan kamba.
L'Akamba Handicraft Industry è la cooperativa con la divisione del lavoro più evidente; i levigatori, i rifinitori e gli apprendisti sono isolati dalla sezione degli scultori. L'apprendistato è molto severo ed enfatizza il raggiungimento della professionalità: se non scolpisci con abilità non puoi essere un membro della cerchia interna. Gli artigiani, pagando l'iscrizione alla cooperativa, hanno libero accesso all'area di lavoro e al legname.
L'Akamba Handicraft Industry è inoltre la cooperativa con la maggior fornitura di legname; il problema dell'approvvigionamento delle materie prime qui è meno grave rispetto alle altre cooperative per la disponibilità di legno morbido locale.
L'enorme sviluppo commerciale di questa cooperativa, passato ed attuale, è legato inoltre ai finanziamenti offerti dal Ministry of the Cooperatives, al denaro delle iscrizioni dei membri, alle entrate dei non membri che affittano le aree di lavoro e al 15 % del profitto personale di ogni artigiano trattenuto dalla cooperativa. Nel 1963 molti artigiani erano riluttanti ad iscriversi perché non erano disposti a sacrificare il 15% del potenziale profitto per dei benefici incerti; ma oggi moltissimi scultori continuano ad aderire attratti dal notevole incremento delle vendite della cooperativa.

### Akamba Industries Cooperative Society
La prima struttura della cooperativa di Wamunyu, nota come la culla della tradizione scultorea kamba, risale al 1951, quando, con l'aiuto di un commissario distrettuale, gli artigiani locali fondarono la prima cooperativa. L'anno successivo però l'impresa chiuse a causa di una cattiva gestione e di un eccessivo accumulo di manufatti nei magazzini. Gli artigiani di Wamunyu tentarono di riavviare la cooperativa nel 1965, ma dovettero chiudere nuovamente a causa dell'isolamento commerciale e dell'incapacità di sviluppare buone tecniche di marketing, accumulando nuovamente una quantità eccessiva di merce invenduta. Gli artigiani locali continuarono a lavorare indipendentemente, vendendo le proprie merci agli intermediari asiatici che rifornivano i negozi di Nairobi.
Nel 1975, il terzo tentativo di avviare una cooperativa di successo ebbe un esito positivo. L'Akamba Industries Cooperative Society attirò molti artigiani, che acquistarono anche le quote della cooperativa. L'obiettivo della cooperativa era di rivitalizzare e rendere prospera la città di Wamunyu, facendo ritornare la popolazione emigrata per mancanza di lavoro.
L'impresa di Wamunyu subì un importante e notevole sviluppo, anche se non imponente come quello della cooperativa di Changamwe. L'espansione produttiva e commerciale fu favorita dai fondi e dal sostegno che nel 1980 la cooperative ottenne dal Machakos Integrated Development Programme, dalla KETA, Kenyan External Trade Authority, e dal Ministry of the Cooperatives. Contribuirono inoltre i guadagni ottenuti dalle vendite, infatti il 15% del profitto annuo di ogni singolo artigiano è trattenuto, anche a Wamunyu, dalla cooperativa.
Oggi l'Akamba Industries Cooperative Society non riscontra più il problema dell'accumulo di manufatti invenduti nei magazzini e negli showroom: tutto quello che gli artigiani producono trova uno sbocco commerciale, soprattutto grazie alla relativa vicinanza alla capitale.

### Nairobi Handicraft Industrial Cooperative Society
La cooperativa di Nairobi, fondata nel 1968, occupa quattro magazzini in affitto situati nella sezione Punwani della capitale keniota. L'affitto annuale dei magazzini risulta essere la spesa più gravosa affrontata dalla cooperativa. Nonostante i grandi investimenti effettuati le condizioni lavorative sono sotto adeguate, gli spazi risultano essere piccoli e mal illuminati, molti artigiani lavorano nei vicoli che separano i magazzini e vengono interrotti dai mercanti e dai passanti di questa area commercialmente molto attiva.
Gli artigiani di Nairobi non riescono a comprare il terreno per la difficoltà ad ottenere un prestito governativo, a causa dell'importanza che la partnership e l'assistenza sociale ricoprono per la cooperativa. 
La collaborazione, ad esempio, con la Mutua Brothers Partnership ed il Makonde Carving Shop, che è fondamentale per l'impresa di Nairobi, gli ha impedito di ricevere l'assistenza dal Ministry of the Cooperatives. Questo ministero vede, infatti, nella dipendenza dagli intermediari esterni una mancanza di organizzazione interna e un'impossibilità di miglioramento della gestione dell'impresa. L'unica opportunità per cambiare la situazione è rappresentata dall'acquisto dei terreni e degli edifici in cui lavorano gli artigiani; un circolo vizioso senza via d'uscita.
La Nairobi Handicraft Industrial Cooperative Society è l'impresa artigianale kamba che risente maggiormente della carenza di legname. Essa possiede infatti la licenza per pochi tronchi al mese che sono usufruiti sia dagli artigiani esperti associati alla cooperativa che dai non membri ed i giovani produttori di pettini che hanno scelto questa occupazione a causa di una disperata mancanza di lavoro e di denaro. Nonostante gli artigiani professionisti risentano di questa divisione “democratica” del legname non priverebbero mai i produttori di pettini dell'uso del legno della cooperativa. La cooperativa di Nairobi, infatti, meglio rappresenta il ruolo di agenzia di assistenza sociale, adottando una politica open-door verso i giovani disoccupati che abbandonano prematuramente la scuola e che si dedicano alla produzione di articoli di bassa qualità come i pettini. Per la Nairobi Cooperative occuparsi del sostentamento dei giovani produttori di pettini è importante quanto promuovere e ricompensare gli sforzi dei professionisti.
Non tutti i membri utilizzano la cooperativa come sede lavorativa, molti artigiani preferiscono produrre nelle zone rurali e raggiungere mensilmente l'impresa collettiva per acquistare il legname e per vendere gli articoli prodotti.

## Oggi
Tra gli anni settanta ed ottanta del Novecento era emerso un desiderio di creare una fondazione intercooperativa che riunisse le tre cooperative, ma la rivalità tra le imprese e la preoccupazione che le altre potessero approfittarsi del proprio successo impedivano un'immediata realizzazione di questo ambizioso progetto. La preoccupazione maggiore era rivolta alla cooperativa di Nairobi. Ad essa era infatti associata un'immagine non professionale; era considerata, e continua ad esserlo, la prima stazione per i nuovi immigrati urbani, per i quali rappresenta un centro di socializzazione, di acculturazione urbana e di assistenza sociale, fornendo cibo, riparo e lavoro temporaneo per i disoccupati. Ciononostante nel 1982, secondo i dati riportati da S. K. Choge, A. B. Cunningham e F. W. Ellery (2002: 3), le tre principali cooperative artigianali keniote, insieme ad altre tre associazioni minori, si sono unite in un'organizzazione denominata KCCU, ovvero Kenya Craft Cooperative Union. Circa il 40-50% degli scultori kamba è oggi associato al KCCU.